# Gallery of Suicide
Gallery Of Suicide — музичний альбом гурту Cannibal Corpse. Виданий 21 квітня 1998 року лейблом Metal Blade Records. Загальна тривалість композицій становить 44:15. Альбом відносять до напрямку дез-метал.

## Список пісень
1. «I Will Kill You» — 2:47
2. «Disposal of the Body» — 1:54
3. «Sentenced to Burn» — 3:06
4. «Blood Drenched Execution» — 2:40
5. «Gallery of Suicide» — 3:55
6. «Dismembered and Molested» — 1:53
7. «From Skin to Liquid» — 5:30
8. «Unite the Dead» — 3:05
9. «Stabbed in the Throat» — 3:26
10. «Chambers of Blood» — 4:11
11. «Headless» — 2:22
12. «Every Bone Broken» — 3:18
13. «Centuries of Torment» — 4:04
14. «Crushing the Despised» — 1:56